# Der Student von Prag (1913)
Der Student von Prag ist ein deutscher Gruselfilm von Hanns Heinz Ewers, Stellan Rye und Paul Wegener aus dem Jahr 1913. Er gilt als der weltweit erste Autorenfilm und Kunstfilm. Drehorte waren die Filmstudios in Neu-Babelsberg sowie Gebäude in Prag, in Wien und Windischgrätz.

## Handlung
Prag um 1820. Der arme Student Balduin verkauft sein Spiegelbild für 100.000 Gulden an den satanischen Zauberer Scapinelli, um mit diesem Geld am gesellschaftlichen Leben teilnehmen zu können und seinen sozialen Stand zu erhöhen. Der Aufstieg gelingt ihm und er verliebt sich in die Komtesse Margit; ein in ihn verliebtes Zigeunermädchen verschmäht er. Sein Spiegelbild begleitet ihn ständig und steht seinem freien Agieren im Weg. Es kommt zu einem Streit mit dem Baron Waldis und einer Duellforderung. Waldis soll Margit nach dem Willen ihres Vaters heiraten, weshalb dieser Balduin – als bester Fechter von Prag bekannt – bittet, Waldis zu verschonen.
Balduin kommt zu spät zum Duell und findet seinen Duellgegner bereits getötet. Entgegen seiner Zusage trat Balduins Spiegelbild für ihn an und war siegreich. Durch diesen Wortbruch entehrt, verliert Balduin Margits Liebe, seine gesellschaftliche Achtung und wird gemieden. Er wird von seinem „anderen Ich“ verfolgt und schießt schließlich in seiner Verzweiflung auf seinen Doppelgänger. Balduin hat sich selbst getötet und Scapinelli triumphiert.

„Dieser Parodie-Film ist ein erneuter Beweis für die unbegrenzte Ausdrucksfähigkeit der Lichtbildkunst. Kinobesucher werden ihre helle Freude an den burlesken Szenen und den feinen Pointen des Films haben.“

## Handlungs- und Drehorte, Filmbauten, Begleitmusik und Sonstiges
Die Geschichte steht in der Tradition der deutschen Romantik.
Der Name des Studenten Balduin ist eine Hommage von Hanns Heinz Ewers an seinen bereits 1905 verstorbenen Freund, den Schriftsteller Balduin Möllhausen.
Die Bauten wurden von Robert A. Dietrich nach Entwürfen von Klaus Richter gestaltet. Die Kostüme entwarfen Max Tilke und Rochus Gliese.
Die Doppelbelichtungsaufnahmen von Guido Seeber gelten als bedeutender Schritt zur Loslösung des deutschen Films vom Theater hin zu einem filmspezifischen Ausdruck.
Josef Weiss schrieb für diesen Film die erste originäre Filmmusik für einen abendfüllenden Spielfilm.
Der Film wurde im Juni 1913 in den Bioscop-Studios in Neubabelsberg, dem heutigen Studio Babelsberg in Potsdam, in Prag vor und im Hradschin, dem Schloss Belvedere sowie den Palais’ Fürstenberg, Windischgrätz und Lobkowitz gedreht.
Ewers schuf den ersten Kunstfilm, der keine nach dem französischen Vorbild des Film d’Art verfilmte bekannte literarische Vorlage hatte, sondern allein aufgrund seiner filmischen Stilmittel wie Dekor, Bildgestaltung, Belichtung und Schauspiel künstlerische Bedeutung erlangte.
Im Juli 1913 wurde der Film in einer Länge von vier Akten auf 1.548 Metern fertiggestellt, was bei einer Bildgeschwindigkeit von 16 Bildern/sec einer Laufzeit von ca. 85 Minuten entsprach. Die Berliner Zensur verhängte ein Jugendverbot. Die bayerische Zensur verbot sogar einzelne Einstellungen.
Der Student von Prag hatte am 22. August 1913 in den Berliner Mozartsaal-Lichtspielen Premiere.
Eine 10 Minuten kürzere englischsprachige Export-Fassung des Films („The Student of Prague or A Bargain with Satan“) wurde ab 1913 in vielen Ländern gezeigt.
Bereits 1914 wurde Der Student von Prag in der Regie von Emil Albes unter dem Titel Der andere – Student von Prag parodiert.
1926 wurde die deutsche Originalfassung von 1913 verstümmelt, umgeschnitten und mit vielen zusätzlichen Zwischentiteln versehen („Glombeck-Fassung“), nunmehr in 6 Akte aufgeteilt, erneut ins Kino gebracht.
Die Geschichte wurde 1926 von Henrik Galeen unter Mitarbeit von Ewers als Stummfilm (mit Conrad Veidt in der Hauptrolle) und 1935 unautorisiert von Arthur Robison als Tonfilm neu verfilmt.
Auf Basis der Verfilmungen von 1913 und 1926 wurde der Stoff von Leonard Langheinrich-Anthos als Erzählung und von Heinrich Noeren als Musikdrama bearbeitet, beides 1930 von Ewers herausgegeben.
1987/1988 rekonstruierte Wilfried Kugel im Auftrag des Filminstituts Düsseldorf mit Förderung durch das Land Nordrhein-Westfalen und die UNESCO die deutsche Originalfassung der Verfilmung von 1913.
Nachdem in Japan (1990) und den USA (2010) original viragierte Nitro-Kopien von 1913 entdeckt wurden, rekonstruierte Wilfried Kugel 2012/2013 in Zusammenarbeit mit dem Filmmuseum München und im Auftrag von ZDF/arte den Film erneut. Die Firma Alpha-Omega Digital (München) besorgte die digitale Bildrestaurierung. Die Premiere der neu rekonstruierten und restaurierten Originalfassung des Films fand am 15. Februar 2013 im Rahmen der „Berlinale“ in der Volksbühne Berlin statt.
Ende 2016 veröffentlichte das Filmmuseum München eine DVD-Edition des Films. Nach Meinung von Wilfried Kugel sei diese komplett missglückt, weil Museumsleiter Stefan Drößler auf eine historisch authentische Rekonstruktion verzichtet und stattdessen die Rekonstruktion nach seinem persönlichen Geschmack gestaltet habe. Obgleich es im DVD-Begleitmaterial heißt: „Edition: Stefan Drössler in Zusammenarbeit mit Dr. Wilfried Kugel“, distanzierte sich Kugel von dieser Edition.

## Kritiken
„Nicht die unbedeutende literarische Vorlage des Hanns Heinz Ewers, der mit Gruselgeschichten begann […] und bei den Nazis endete, bestimmte das Niveau dieses Films, sondern die hohe Qualität der bildkräftigen Umsetzung und Gestaltung durch ein schöpferisches Kollektiv.“

Als der Film 54 Jahre nach seiner Uraufführung wieder im Kino zu sehen war, gelangte der Evangelische Film-Beobachter zu folgender Einschätzung:

„Dieser über 50 Jahre alte Paul-Wegener-Film scheint uns heute zwar thematisch unbefriedigend und stark dem Geschmack der Entstehungszeit verhaftet, doch bietet sein Bildstil dem Filminteressierten aufschlußreiche Studien- und Vergleichsmöglichkeiten.“